# Cratere Roberts
Roberts è un cratere lunare di 89,37 km situato nella parte nord-orientale della faccia nascosta della Luna.